# Saul Bellow
Saul Bellow (Lachine, Québec, Kanada, 10. lipnja 1915. – Brookline, Massachusetts, SAD, 5. travnja 2005.), američki književnik, dobitnik Nobelove nagrade za književnost 1976.

## Životopis
Saul Bellow rođen je 10. lipnja 1915. kao Solomon Bellows u Lachineu, predgrađu Montréala. Njegovi roditelji bili su židovski doseljenici iz ruskog grada Petrograda. Odrastao je u Chicagu, kamo se njegova obitelj preselila kad mu je bilo 9 godina, u zajednici koja je usred dinamike modernog velegrada sačuvala tradicionalne etničke osobine. Odjeci takve mladosti djeluju na junake njegovih romana. On je pripovjedač s jakim smislom za smiješno čiji likovi nastoje svoju nesigurnost i potištenost prevladati smionim naporom da se otvore prema životnim mogućnostima. Bellow je dvije godine studirao na sveučilištu University of Chicago, a nakon toga je prešao na Northwestern University, gdje je diplomirao antropologiju. Predavao je na Sveučilištu u Minnesoti, Newyorškom sveučilištu, Sveučilištu Princeton, Sveučilištu Chicaga, koledžu Bard i Bostonskom sveučilištu. 1993. je iz Chicaga preselio u Brookline u Massachusettsu, gdje je 2005. umro u dobi od 89 godina. Pokopan je na židovskom groblju u Brattleborou u Vermontu.

## Romani
- Čovjek u iščekivanju (Dangling Man), 1944.
- Žrtva (The victim), 1947.
- Doživljaji Augiea Marcha (The Adventures of Augie March), 1953.
- Ne propusti dan (Seize the Day), 1956.
- Henderson, kralj kiše (Henderson the Rain King), 1959.
- Herzog, 1964.
- Planet gospodina Sammlera, 1970.
- Humboldtov dar (Humboldt's Gift), 1975.
- Prosinac jednog dekana (The Dean's December), 1982.
- Više ih umire od tuge, 1987.
- Ravelstein, 2000.